# グラウンデッド・セオリー
Grounded Theory(GT)とは、社会学者のバーニー・グレイザーとアンセルム・ストラウスによって提唱された、質的な社会調査の一つの手法で、アメリカの看護学において定着した。グラウンデッド・セオリー・アプローチ (Grounded Theory Approach ; GTA) とも言われる。

## 解説
彼らは、分析の最終目的として、社会現象を説明するための実証分析で役立つような、明確な理論を作ることを、とくに重視した。定性的研究の多くは、データを取った後は各自が自分で考え、印象批評をするのみで、取った後のデータの処理方法や、具体的な分析手法はない。単に結果を記述することのみを重視するものも多い。しかしこの手法は、データを文章化した後の、分析法を提示しようと試みている点に特徴がある。
この手法の特徴は、患者へのインタビューや観察などを行い、得られた結果をまず文章化し、特徴的な単語などをコード化しデータを作ることである。その上で、コードを分類し分析することになる。
この手法は、データをとった上で、データに立脚して仮説や理論を構築することを目指している。これは単に個人的印象や直感でなく、データに基づいた確信に近いものを得ることを重要視する研究法である。質的調査(記述的社会調査)と呼ばれる各種の手法には、分析や分類や、データにもとづいた理論構築を否定するものも多い。しかしこの手法は、質的調査でありながら分析や理論構築を目指す方法であり、限界や批判はあるが一部で注目を集めた。
ただ、この手法の提唱者の、グレイザーとストラウス自身が、後に分析手法の考え方の違いから対立を深めており、また、その他の質的調査研究者からの批判もありさまざまな手法があるため、この手法を厳密に定義することは難しい。研究者によってその方法は微妙に異なる。概ね、得られた文章データ（テキストデータ）のコード化と分類を行い、分析結果を出した上で、理論構築を目指す質的調査法ということはできる。
1967年の彼らによる最初の出版以来、グレイザー (Glaser)とストラウス (Strauss) はGTについて意見が合わなかった。ストラウスが Qualitative Analysis for Social Scientists (1987)を発表したあと、この分裂は最も明確となった。その後ストラウスはジュリエット=コービン(Juliet Corbin)とともにBasics of Qualitative Research (1990)を発表した。この後、グレイザー（1992）によって、自分の手法こそがGTであり、ストラウスが書いたものがなぜGTでないかについて非難が続いた。GT方法論のこの相違は非常にアカデミックな議論の対象ではある。そして、それをグレーザー（1998）は「修辞的なレスリング(rhetorical wrestle)」と呼んだ。Kelle (2005)によると、グレイザーとストラウス間の論争とは、「研究者が明確な「コーディングパラダイム(coding paradigm)」を使い、「原因の発生する状況(causal conditions)」、「現象や文脈、要因間に存在する状況(intervening conditions)、行動戦略(action strategies)」と「結果(consequences)」を、常に体系的にデータを用いて探すかどうかという問である。あるいは、彼らが用いた実質的なコードと同様に、理論上のコードというものを使用するか、という問なのである。
そもそもこの手法では、扱うデータが少数で偏りが大きいという短所は、どうしても避けられない。また客観的な分析結果を得ることを目指している方法といいつつも、コーディングや分類の方法は研究者の直感による部分が多いため、このような手法の混乱はやむを得ない部分がある。
上記以外のGTとして、キャシー・シャーマズ(2006;2014)による社会構成主義版のアプローチがある。なお、日本においては木下康仁が修正版グランデッド・セオリー・アプローチを提唱している。
以下でGT手法の基本的な手順を説明する。

## 具体的な手順
研究者により様々な方法があるが、標準的な手法としては、文章データを以下のように分類し、コードの数字をつける（あるいはラベル名をつける）。その上で、コードを分類することになる。
1. 分析したいものをよく読み十分に理解し、観察結果やインタビュー結果などを文字にして文章（テキスト、データ）を作る。
2. データへの個人的な思い入れなどは排除し、できるだけ客観的に、文章を細かく分断する。
3. 分断した後の文章の、各部分のみを読み、内容を適切に表現する簡潔なラベル（あるいは数字、コード）をつける。このラベルは、抽象度が低い、なるべく具体的な概念名とする。
4. 次に、似たラベル同士はまとめ、上位概念となるカテゴリーを作り名前をつける。これらの作業を「オープン・コーディング」という。
5. ある1つのカテゴリーと複数のサブカテゴリーを関連付け、現象を表現する。サブカテゴリーとは現象について、いつ、どこで、どんなふうに、なぜ等を説明するものである。これらの作業を「アクシャル・コーディング」という。
6. アクシャル・コーディングでつくった現象を集め、カテゴリー同士を関係づける。これが、社会現象を説明する理論となる。この作業を「セレクティブ・コーディング」という。

このような一連の作業により、社会現象の原因を説明可能な理論や、因果関係の解明を行うことができると考える。例えば、Aというコード（ラベル）が含まれる文に、Bというコードも含まれることが多いならば、AはBの原因になっている（可能性がある）と考える。ただし、これはコードの付け方にもよる。ほぼ同じ内容を、A,B2つのコードで表していた場合、当然だが、2つは同時に含まれることが多くなる。また、十分な量のテキストデータがない限り、因果関係を判断することは難しい。そして、これにより明らかになるのは、あくまでも相関関係（同時に発生するという関係）であり、これが原因と結果という因果関係（原因は論理的に十分に結果と結びつきかつ時間的に先行する）となっているかどうかは、研究者が別途判断しなくてはならない。